# Ayumi Itō
Ayumi Itō (伊藤 歩?, Itō Ayumi; Tokyo, 14 aprile 1980) è un'attrice giapponese.

## Biografia
Ha raggiunto la celebrità recitando in Swallowtail di Shunji Iwai, ruolo per il quale ha vinto il premio come Miglior attrice non protagonista alla XX edizione dei Japan Academy Awards del 1997. Ha debuttato come seiyū (doppiatrice) dando la voce a Tifa Lockhart in Compilation of Final Fantasy VII, Kingdom Hearts II e Dissidia 012 Final Fantasy, ottenendo grande notorietà fra il pubblico otaku.
Ha lavorato con noti attori giapponesi come Chen Hiroshi, Mikami Kaori e Osawa Tomoko.

## Filmografia parziale
- Mizu no tabibito: Samurai kizzu, regia di Nobuhiko Ôbayashi (1993)
- Swallowtail, regia di Shunji Iwai (1996)
- Mizu no naka no hachigatsu, regia di Yoichiro Takahashi - Film per la TV (1998)
- Nodo jiman, regia di Kazuyuki Izutsu (1998)
- Lily Chou-Chou no subete, regia di Shunji Iwai (2001)
- Fukuro, regia di Kaneto Shindō (2003)
- Hold Up Down, regia di SABU (2005)
- Final Fantasy VII: Advent Children, regia di Tetsuya Nomura, Takeshi Nozue (2005) - voce
- The Go Master (Go Seigen: Kiwami no Kifu), regia di Tian Zhuangzhuang (2006)
- Tokyo! - episodio Interior Design, regia di Michel Gondry (2008)
- Solanin, regia di Takahiro Miki (2010)
- Bandage, regia di Takeshi Kobayashi (2010)
- Gantz - L'inizio (GANTZ), regia di Shinsuke Sato (2011)
- Gantz Revolution - Conflitto finale (Gantz: Perfect Answer), regia di Shinsuke Sato (2011)
- Ohisama, serie televisiva (2011)
- Yokomichi Yonosuke, regia di Shuichi Okita (2013)
- Shanidar no hana, regia di Gakuryū Ishii (2013)
- Jajji!, regia di Akira Nagai (2014)
- Sekigahara, regia di Masato Harada (2017)